# Constant Goossens
Constant Goossens (né le 30 janvier 1937 à Turnhout) est un coureur cycliste belge, professionnel de 1960 à 1963. Il a notamment été médaillé de bronze du championnat du monde sur route amateurs en 1959.

## Palmarès
- 1958
  - 1re, 6ea et 9e étapes du Tour de Pologne
  - 2e du Tour de Pologne
- 1959
  - Tour des Flandres amateurs
  - 2e, 7ea, 7eb étapes du Tour d'Autriche
  - 2e du Tour d'Autriche
  -  Médaillé de bronze du championnat du monde sur route amateurs
- 1960
  - Tour de Tunisie :
    - Classement général
    - 1re, 2e, 4e, 5e, 6e et 7e étapes

  - 3e étape du Tour de Belgique
  - 2e du Grand Prix de l'Escaut indépendants
  - 3e de la Flèche wallonne
- 1962
  - Circuit du Brabant central